# Nové Město pod Smrkem
Nové Město pod Smrkem là một thị trấn thuộc huyện Liberec, vùng Liberecký, Cộng hòa Séc.